# Hosejn Ali Montazeri
Hosejn Ali Montazeri (ur. 1922 w Nadżafabadzie, zm. 19 grudnia 2009) – irański duchowny, ajatollah.
Jeden z najbliższych współpracowników Ruhollaha Chomejniego w opozycji względem rządów szacha Mohammada Rezy Pahlawiego, a następnie po rewolucji islamskiej. Przewidywany jako następca Chomejniego na urzędzie Najwyższego Przywódcy. Związany z lewicowym skrzydłem nowej irańskiej elity władzy. W 1989, po tym, gdy protestował przeciwko egzekucjom więźniów politycznych, został zmuszony do rezygnacji z pełnionych funkcji. Pozostawał w opozycji wobec konserwatywnych poglądów kolejnego Najwyższego Przywódcy Alego Chameneiego, wzywał do reformy Islamskiej Republiki Iranu (w granicach systemu zbudowanego po rewolucji).

## Życiorys

### Działalność do 1979
Naukę w szyickim seminarium duchownym rozpoczął w Isfahanie, następnie przeniósł się do seminarium w Ghom, gdzie w drugiej połowie lat 50. XX wieku poznał Ruhollaha Chomejniego, stając się następnie jednym ze zwolenników jego idei. W kolejnej dekadzie był wśród czołowych zwolenników Chomejniego, uważany był za jego reprezentanta w seminarium w Ghom, upowszechniał i rozwijał idee Chomejniego w swoich pismach teologicznych i politycznych. Jako jeden z nielicznych ajatollahów podzielał koncepcję rządów uczonego prawnika (welajat-e faghih) sformułowaną przez Chomejniego. W 1966 został aresztowany, następnie udał się do Iraku na spotkanie z Chomejnim i po powrocie został ponownie osadzony w więzieniu Ewin. W więzieniu był torturowany.

### Po rewolucji islamskiej
Hosejn Ali Montazeri został po rewolucji drugą osobą w elicie władzy po Chomejnim (zastępcą Najwyższego Przywódcy), uważano go powszechnie za przyszłego Najwyższego Przywódcę Iranu po jego śmierci. Został przewodniczącym pierwszego porewolucyjnego Zgromadzenia Ekspertów, zajmującego się opracowaniem nowej konstytucji Iranu. W Zgromadzeniu doszło do żywej dyskusji nad ustrojem przyszłego państwa irańskiego. Montazeri bronił w niej koncepcji rządów uczonego prawnika, twierdząc, że przywódca taki nie będzie miał prawa kontrolować działań prezydenta i rządu, państwo w istocie nie będzie islamskie. W listopadzie 1979 Montazeri wspólnie z Chomejnim poparł zajęcie ambasady amerykańskiej w Teheranie przez radykalnych studentów.
W 1985 Zgromadzenie Ekspertów formalnie ogłosiło Montazeriego następcą Chomejniego. Chomejni powierzył mu nadzór nad irańskimi szyickimi szkołami duchownymi i prestiżowy obowiązek prowadzenia modlitwy piątkowej w sanktuarium w Ghomie, zgadzał się również, by wielokrotnie to Montazeri przedstawiał oficjalne komunikaty państwowe w sprawach bieżących.
Poglądy społeczne i polityczne Montazeriego były w niektórych kwestiach bardziej radykalne, niż zapatrywania Chomejniego. Montazeri uważał, że obowiązkiem islamskiego rządu było działanie na rzecz poprawy sytuacji materialnej najuboższych. Opowiadał się także za eksportem rewolucji islamskiej do innych krajów, w których większość obywateli wyznawała islam, w szczególności popierał działania Korpusu Strażników Rewolucji Islamskiej na rzecz tworzenia i wspierania szyickich partyzantek w Libanie. Kojarzony z lewicowym skrzydłem porewolucyjnej elity władzy, nie był popierany przez konserwatystów; część jego przeciwników zarzucała mu również brak charyzmy i prawdziwych politycznych kompetencji. Niechętna była mu zwłaszcza frakcja zwolenników pragmatycznej polityki zagranicznej, której przywódcą byli Ali Akbar Haszemi Rafsandżani. Jego pozycję osłabiła jeszcze sprawa Mehdiego Haszemiego, jego bliskiego współpracownika, który ujawnił przebieg tajnych rozmów irańsko-amerykańskich (afera Iran-Contras).
Ostateczną przyczyną zerwania między Chomejnim a Montazerim był sprzeciw tego drugiego wobec masowej egzekucji więźniów politycznych w 1988, zaaprobowanej przez Najwyższego Przywódcę. Montazeri publicznie stwierdził, że przebywający w więzieniach sprawcy zbrodni powinni zostać ukarani, jednak konieczne było zachowanie wartości rewolucyjnych i sprawiedliwości, a nie kierowanie się ślepym odwetem. W 1989 Montazeri zaczął jeszcze ostrzej krytykować rząd republiki islamskiej. Twierdził, że nie realizował on ideałów rewolucji, wzywał do budowania otwartego społeczeństwa, zaproszenia wszystkich Irańczyków do odbudowy kraju i uczciwej oceny popełnionych w poprzedniej dekadzie błędów. Ruhollah Chomejni w odpowiedzi na krytykę stwierdził, że wojna iracko-irańska nie była klęską Iranu, przeciwnie – pozwoliła poznać prawdziwe zamiary wrogów i skonsolidować nowe społeczeństwo. Następnie w liście do Montazeriego stwierdził, że nigdy nie uważał go za godnego następcę, a jedynie dał się przekonać co do jego osoby przyjaciołom, oskarżył go o współpracę z liberałami i Mudżahedinami Ludowymi. Chomejni wezwał Montazeriego, by zrezygnował ze statusu następcy Najwyższego Przywódcy, co też Montazeri uczynił 27 marca 1989. Następnie decyzję tę potwierdziło Zgromadzenie Ekspertów. Wizerunki Montazeriego zostały usunięte z irańskiej przestrzeni publicznej, a on sam pozbawiony statusu wielkiego ajatollaha.

### Po śmierci Chomejniego
W listopadzie 1997 w Ghom publicznie poparł ruch reformatorski kierowany przez Mohammada Chatamiego. Wezwał jego przeciwników, by nie sprzeciwiali się reformom, a do nowo obranego prezydenta zaapelował, by zrezygnował z urzędu, gdyby Najwyższy Przywódca Ali Chamenei blokował jego polityczne projekty. Wzywał do tworzenia partii politycznych i wycofania się duchowieństwa z kierowania polityką kraju, by nowe organizacje mogły lepiej wyrażać życzenia wyborców. Zaatakował również samego Chameneiego, sugerując, że nie był on prawdziwym wielkim ajatollahem. Po tym wydarzeniu został osadzony w areszcie domowym (już wcześniej jego działania były obserwowane przez irańskie służby). Mógł natomiast okazjonalnie wypowiadać się na bieżące tematy polityczne, wzywał m.in. do wznowienia relacji dyplomatycznych ze Stanami Zjednoczonymi. Po wyborach prezydenckich w Iranie w 2009 stwierdził, że państwo nie było republiką islamską, a wojskową. W tym samym roku ajatollah zmarł; na jego pogrzebie doszło do antyrządowych protestów i zamieszek.